# Digital Audio Broadcasting
Digital Audio Broadcasting (DAB) je digitální rozhlasová technologie pro plošné vysílání rozhlasových stanic užívaná v několika zemích po celé Evropě, Asii a Tichomoří, včetně České republiky. Ve formátech DAB, DAB+ a DMB v současné době vysílá přes 2 270 rozhlasových stanic po celém světě a celosvětově bylo prodáno více než 70 milionů rozhlasových přijímačů DAB / DAB+.
DAB vysílá v III. pásmu VKV (VHF) (174–240 MHz) nebo méně často v pásmu L v UKV (UHF) (1452–1492 MHz).

## Historie
Standard DAB byl vytvořen v 80. letech a za několik let již byly přijímače dostupné v mnoha zemích. Jeho zastánci deklarovali, že standard nabízí několik výhod oproti existujícímu analogovému FM rádiu: více stanic na jedné vlnové délce spektra, zvýšená odolnost proti šumu, vícecestnému šíření, útlumu a vzájemným interferencím kanálů. Při poslechových testech odborníků v audio oblasti prováděných na stacionárních přijímačích v okolí Osla v Norsku na přelomu roku 2006/2007 se však ukázala nižší zvuková kvalita DAB ve srovnání FM, protože 82 % stanic užívalo přenosovou rychlost 128 kbit/s nebo menší, přičemž audioformát MPEG Audio layer II (MP2) vyžaduje k dosažení kvality CD rychlost dvojnásobnou a k dosažení kvality srovnatelné s FM rychlost alespoň 160 kbit/s. Podobně špatná situace je i v jiných zemích, například ve Velké Británii bylo v roce 2006 plných 98 % stanic s rychlostí jen 128 kbit/s.
Vylepšená verze systému, zvaná DAB+, byla uvedena v únoru 2007. Není zpětně kompatibilní s DAB, takže přijímače určené jen pro DAB nemohou přijímat vysílání DAB+. DAB+ je přibližně dvakrát efektivnější než DAB díky použití audioformátu MPEG-4 HE-AACv2. Odolnost kvality příjmu zlepšilo začlenění Reedova–Solomonova samoopravného kódu. Vysílání v DAB+ již zahájila většina států západní, jižní i severní Evropy, a další státy včetně Česka.

## Služby
- Součástí vysílání DAB bývá obvykle i grafika (tzv. MOT slideshow; označováno také jako PAD-SLS (Programme Associated Data – Slideshow)). Obrázky mají dle standardu rozlišení 320×240 px.
- Někdy je multiplexem ve speciálním kanálu vysíláno i EPG.
- Jsou vysílány dopravní informace (TPEG).
- Součástí vysílání může být i textové zpravodajství (protokolem Journaline, technologie společnosti Fraunhofer), známější spíše z vysílání DRM.

## Zahraničí

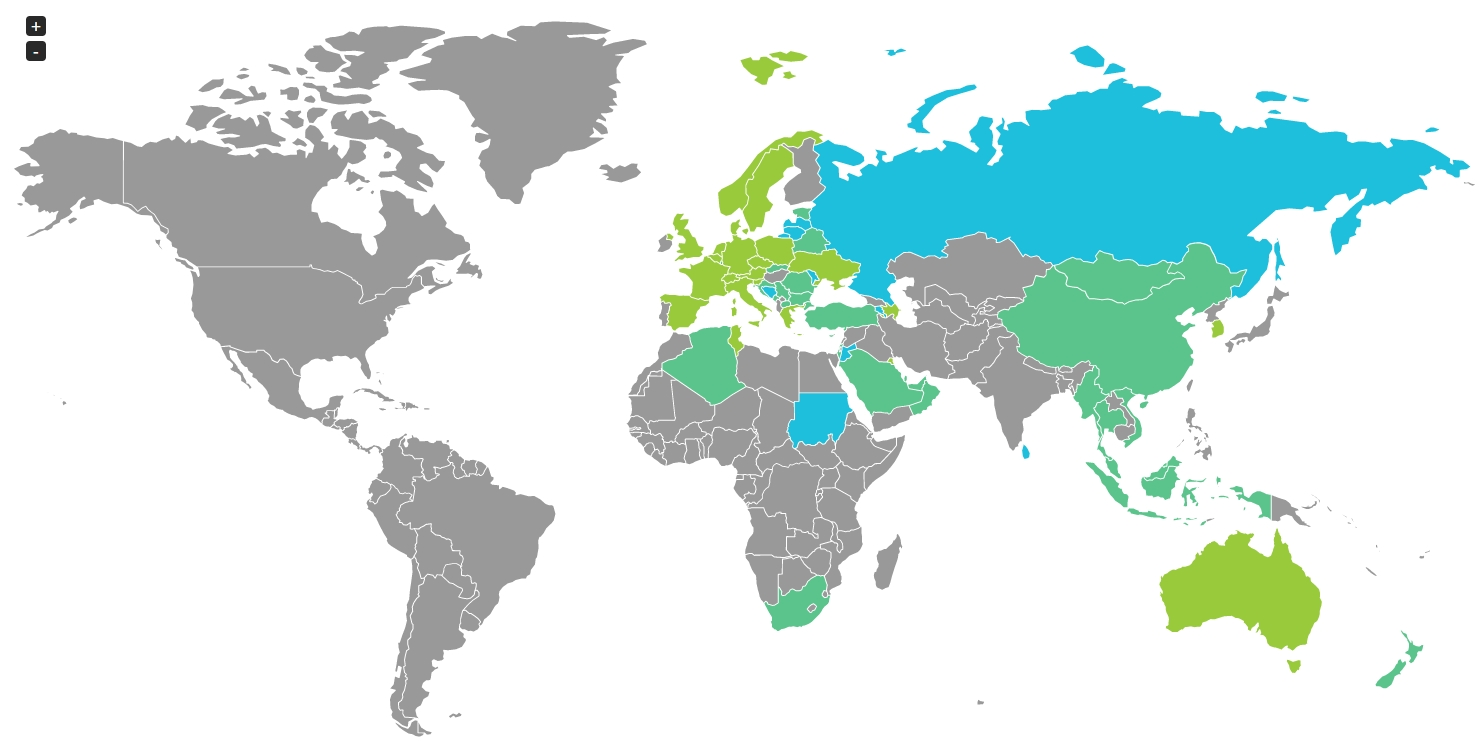
Země s plošným vysíláním technologiemi DAB, DAB+ nebo DMB.

V zahraničí se využívá k vysílání DAB hlavně bývalé 3. TV pásmo. V Itálii a Holandsku se používá bývalé 3. TV pásmo i pásmo L. V Kanadě se zatím vysílá jen v pásmu L. Norsko v roce 2017, jako první země v Evropě začala vypínat FM vysílání.

## Česká republika

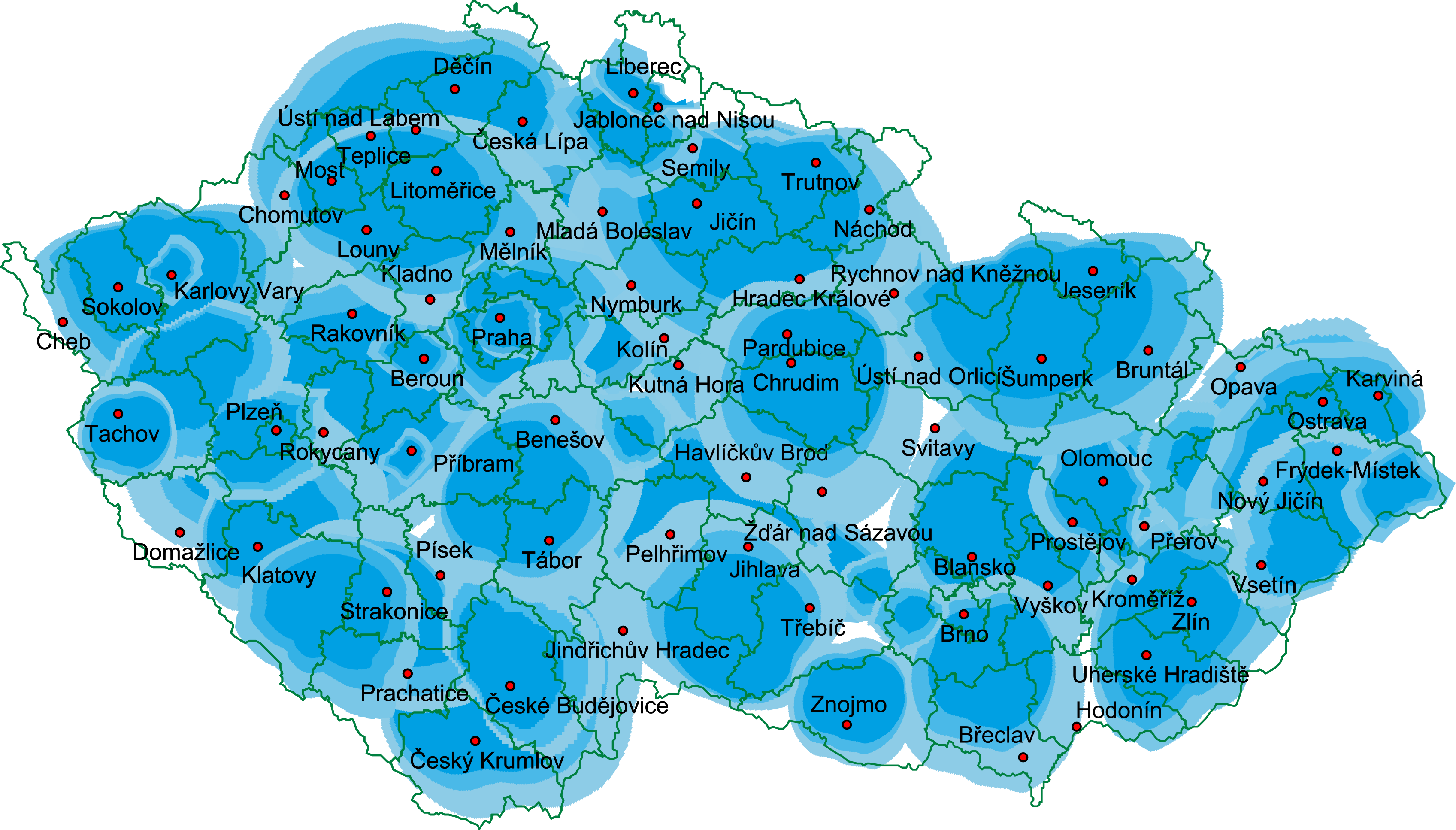
Mapa pokrytí České republiky signálem digitálního rozhlasu DAB+ (duben 2021)

První vysílání v pásmu L proběhlo v Praze v květnu 1999, kdy České radiokomunikace spustily svůj vysílač na Žižkovské věži. Vysílání většího rozsahu zahájila o mnoho let později firma Teleko. Signál začala šířit postupně v Příbrami, Praze, Brně, Ostravě, Liberci a z Černé hory v Krkonoších, její vysílání DAB pokrývalo na začátku roku 2013 přes polovinu obyvatel ČR. V roce 2013 se do projektu vysílání DAB připojil další poskytovatel, plzeňská RTI cz s.r.o. Od roku 2014 v Praze vysílají DAB i České Radiokomunikace. Komerční vysílání probíhá na některých vysílačích v bývalém 3. TV pásmu na jiných pak v pásmu L. Do budoucna je jasný plán pásmo L opustit a přesunout se jen do 3. TV pásma.
Vysílání vysokým výkonem zahájil v srpnu 2015 jako první Český rozhlas se svým multiplexem ČRo DAB+ z vysílače Praha-Žižkov, které v létě 2017 přešlo ve vysílání řádné. Během podzimu 2017 bylo digitální vysílání Českého rozhlasu rozšířeno do Plzně, Brna a Ostravy. Na závěr roku 2018 pak do severních, východních Čech a na trasu dálnice D1 mezi Prahou a Brnem. V Čechách multiplex Českého rozhlasu využívá na všech svých vysílačích kanál 12C, na území Moravy kanál 12D.
V průběhu podzimu 2023 ČTÚ spustil aukci na provozovatele dvou celoplošných vysílacích sítí a 27 regionálních vysílacích sítí. Aukce byla úspěšně dokončena na začátku ledna 2024, kdy se podařilo vydražit všechny vysílací sítě.
Od poloviny 2024 docházelo k postupnému přelaďování provozovaných vysílačů z dočasných parametrů na finální. Vysílače, pro které jejich provozovatel nezískal v aukci oprávnění pro další provoz, musely být vypnuty nejpozději k 31. prosinci 2024. Tímto aktem byla v Česku definitivně ukončena pilotní fáze zavádění DAB+.
Spuštění celoplošného komerčního digitálního vysílání bylo definitivně dokončeno na konci března 2025. Lze konstatovat, že všechny vysílací sítě splnily podmínky předepsané Zákonem o Elektronické Komunikaci, kdy se předpokládá spuštění minimálně jednoho vysílače k každém vysoutěženém aukčním bloku do 1 roku od vydání osvědčení ČTÚ. Další rozvoj vysílacích sítí určují rozvojová kritéria stanovené ČTÚ, které byly součástí podmínek aukce.
U celoplošných sítí se předpokládá toto:
- v 1. fázi nejpozději do 18 měsíců dosáhnout minimálně 50% pokrytí obyvatel a dálnic (cca konec srpna 2025)
- v 2. fázi nejpozději za dalších 12 měsíců dosáhnout minimálně 80% pokrytí obyvatel a dálnic (cca konec srpna 2026)

U regionálních sítí jsou rozvojové podmínky méně přísnější a předpokládá se toto:
- v 1. fázi nejpozději do 24 měsíců dosáhnout minimálně 40% pokrytí obyvatel a dálnic (cca polovina března 2026)
- v 2. fázi nejpozději za dalších 24 měsíců dosáhnout minimálně 70% pokrytí obyvatel a dálnic (cca polovina března 2028)

## Multiplexy vysílající v Česku
V České republice je aktuálně k 7. březnu 2025 v provozu celkem 10 vysílacích sítí, z toho 4 jsou celoplošné a 6 je regionálních. Přesně jsou v provozu celkem 3 celoplošné vysílací sítě, 1 celoplošná vysílací síť složená z jednotlivých regionálních sítí a 6 regionálních vysílacích sítí:
- Vysílací síť A: Český rozhlas / Multiplex ČRo DAB+
- Vysílací síť B: Czech Digital Group, a.s. / Multiplex ČRa DAB+ CZ
- Vysílací síť C: RTI cz s.r.o. / Multiplex RTI cz
- Celoplošná síť: Play.cz a.s. / Multiplex PLAY.CZ DAB+
- Regionální síť: Czech Digital Group, a.s. / Multiplex ČRa DAB+ REGION
- Regionální síť: Joe Media s.r.o. / Multiplex COLOR DAB+
- Regionální síť: TELEKO digital, a.s. / Multiplex TELEKO DAB
- Regionální siť: Fiera touch s.r.o. / Multiplex FIERA
- Regionální siť: Broadcast Services s.r.o. / Multiplex DAB+ BS
- Regionální siť: GG OMIKRON s.r.o. / Multiplex DAB+ GG

### Multiplex ČRo DAB+
Obsah vysílaných regionálních stanic v multiplexu je rozdělen na oblast Čechy a oblast Morava.
| Stanice                            | logo | Název            | Název krátký | Bitová rychlost | Mód zvuku | Kodek     | Ochrana | ID | SID  |
| ---------------------------------- | ---- | ---------------- | ------------ | --------------- | --------- | --------- | ------- | -- | ---- |
| ČRo Radiožurnál                    |      | CRo-RADIOZURNAL  | R-ZURNAL     | 64 kbit/s       | Stereo    | HE-AAC v1 | EEP 2-A | 1  | 232F |
| ČRo Dvojka                         |      | CRo-DVOJKA       | R-DVOJKA     | 48 kbit/s       | Stereo    | HE-AAC v2 | EEP 2-A | 2  | 232E |
| ČRo Vltava                         |      | CRo-VLTAVA       | R-VLTAVA     | 72 kbit/s       | Stereo    | HE-AAC v1 | EEP 2-A | 3  | 232D |
| ČRo Plus                           |      | CRo-PLUS         | R-PLUS       | 40 kbit/s       | Stereo    | HE-AAC v2 | EEP 2-A | 4  | 2424 |
| ČRo Wave                           |      | CRo-WAVE         | R-WAVE       | 64 kbit/s       | Stereo    | HE-AAC v1 | EEP 2-A | 5  | 2F23 |
| ČRo D-dur                          |      | CRo-DDUR         | R-DDUR       | 72 kbit/s       | Stereo    | HE-AAC v1 | EEP 2-A | 7  | 2F26 |
| ČRo Jazz                           |      | CRo-JAZZ         | R-JAZZ       | 64 kbit/s       | Stereo    | HE-AAC v1 | EEP 2-A | 8  | 2F27 |
| ČRo Rádio Junior                   |      | CRo-JUNIOR       | R-JUNIOR     | 48 kbit/s       | Stereo    | HE-AAC v2 | EEP 2-A | 6  | 2F25 |
| ČRo Pohoda                         |      | CRo-POHODA       | R-POHODA     | 40 kbit/s       | Stereo    | HE-AAC v2 | EEP 2-A | 11 | 2F1B |
| ČRo Rádio Praha                    |      | CRo-RADIO PRAHA  | R-PRAHA      | 48 kbit/s       | Stereo    | HE-AAC v2 | EEP 2-A | 10 | 2F1A |
| ČRo Radiožurnál Sport              |      | CRo-RZ SPORT     | R-SPORT      | 48 kbit/s       | Stereo    | HE-AAC v2 | EEP 2-A | 24 | 2F2C |
| ČRo Brno **                        |      | CRo-BRNO         | R-BRNO       | 48 kbit/s       | Stereo    | HE-AAC v2 | EEP 2-A | 13 | 2A0F |
| ČRo České Budějovice *             |      | CRo-C.BUDEJOVICE | R-CB         | 48 kbit/s       | Stereo    | HE-AAC v2 | EEP 2-A | 16 | 250D |
| ČRo Liberec *                      |      | CRo-LIBEREC      | R-LBC        | 48 kbit/s       | Stereo    | HE-AAC v2 | EEP 2-A | 19 | 2706 |
| ČRo Olomouc **                     |      | CRo-OLOMOUC      | R-OL         | 48 kbit/s       | Stereo    | HE-AAC v2 | EEP 2-A | 20 | 2B07 |
| ČRo Ostrava **                     |      | CRo-OSTRAVA      | R-OVA        | 48 kbit/s       | Stereo    | HE-AAC v2 | EEP 2-A | 14 | 290D |
| ČRo Pardubice *                    |      | CRo-PARDUBICE    | R-PCE        | 48 kbit/s       | Stereo    | HE-AAC v2 | EEP 2-A | 21 | 280C |
| ČRo Plzeň *                        |      | CRo-PLZEN        | R-PLZEN      | 48 kbit/s       | Stereo    | HE-AAC v2 | EEP 2-A | 12 | 2608 |
| ČRo Střední Čechy *                |      | CRo-STRED. CECHY | R-STC        | 48 kbit/s       | Stereo    | HE-AAC v2 | EEP 2-A | 9  | 243F |
| ČRo Vysočina **                    |      | CRo-VYSOCINA     | R-VYSOC      | 48 kbit/s       | Stereo    | HE-AAC v2 | EEP 2-A | 15 | 2D09 |
| ČRo Zlín **                        |      | CRo-ZLIN         | R-ZLIN       | 48 kbit/s       | Stereo    | HE-AAC v2 | EEP 2-A | 23 | 2E02 |
| Vysílání Ukrajinského rozhlasu *** |      | UKRAJINSKE-RADIO | UKR-R        | 16 kbit/s       | Mono      | HE-AAC v1 | EEP 2-A | 25 | 2FE0 |

*) Pouze v multiplexu oblast Čechy, kanál 12C 
 **) Pouze v multiplexu oblast Morava, kanál 12D 
 ***) od března 2022

### Multiplex ČRa DAB+ CZ
Vysílací síť byla oficiálně spuštěna 4. února 2025 během dopoledních hodin. 31. března 2025 v dopoledních hodinách proběhlo spuštění dalších 14 vysílačů, díky čemuž se zvýší pokrytí na více něž 80% populace.
| Stanice        | Logo | Název         | Název krátký | Bitová rychlost | Mód zvuku | Kodek     | Ochrana | ID | SID  |
| -------------- | ---- | ------------- | ------------ | --------------- | --------- | --------- | ------- | -- | ---- |
| Country Radio  |      | Country Radio | Country      | 48 kbit/s       | Stereo    | HE-AAC v2 | EEP 2-A | 22 | 2F37 |
| Český Blaník   |      | CESKY BLANIK  | CESKYBLA     | 48 kbit/s       | Stereo    | HE-AAC v2 | EEP 2-A | 43 | 2FD7 |
| Český Impuls   |      | Cesky Impuls  | CeskyImp     | 48 kbit/s       | Stereo    | HE-AAC v2 | EEP 2-A | 13 | 2FB4 |
| Evropa 2       |      | EVROPA 2      | EVROPA 2     | 72 kbit/s       | Stereo    | HE-AAC v1 | EEP 2-A | 31 | 2204 |
| Frekvence 1    |      | FREKVENCE 1   | F1           | 64 kbit/s       | Stereo    | HE-AAC v2 | EEP 2-A | 32 | 2205 |
| Hitrádio 90`   |      | HITRADIO 90   | HIT 90       | 48 kbit/s       | Stereo    | HE-AAC v2 | EEP 2-A | 42 | 2FD6 |
| Radio 1        |      | Radio 1       | Radio 1      | 40 kbit/s       | Stereo    | HE-AAC v2 | EEP 2-A | 24 | 2339 |
| Radio Beat     |      | Radio Beat    | Beat         | 48 kbit/s       | Stereo    | HE-AAC v2 | EEP 2-A | 23 | 2F31 |
| Rádio Blaník   |      | BLANIK DAB    | BLANIK D     | 56 kbit/s       | Stereo    | HE-AAC v2 | EEP 2-A | 41 | 2F3C |
| Rádio Bonton   |      | RADIO BONTON  | BONTON       | 32 kbit/s       | Mono      | HE-AAC v1 | EEP 2-A | 33 | 2430 |
| Rádio Impuls   |      | Radio Impuls  | Impuls       | 48 kbit/s       | Stereo    | HE-AAC v2 | EEP 2-A | 11 | 2203 |
| Radio Kiss     |      | Radio Kiss    | Kiss         | 48 kbit/s       | Stereo    | HE-AAC v2 | EEP 2-A | 21 | 2FA0 |
| Radio Spin     |      | Radio Spin    | Spin         | 40 kbit/s       | Stereo    | HE-AAC v2 | EEP 2-A | 25 | 2F43 |
| Rock Radio     |      | ROCK DAB      | ROCK DAB     | 48 kbit/s       | Stereo    | HE-AAC v2 | EEP 2-A | 44 | 2FD4 |
| RockZone 105,9 |      | ROCKZONE      | ROCKZONE     | 48 kbit/s       | Stereo    | HE-AAC v2 | EEP 2-A | 12 | 2445 |
| Signál rádio   |      | Signal Radio  | Signal       | 40 kbit/s       | Stereo    | HE-AAC v2 | EEP 2-A | 26 | 2F11 |

### Multiplex RTI cz
Všechny vysílače multiplexu byly postupně přeladěny v průběhu Q4/2024 na finální vysílací parametry. Na závěr roku (31. prosince 2024) byla zprovozněna regionalizace, kdy je vysílací síť rozdělena do 9 regionálních verzí.
RTI cz SZC + ZC:
| Stanice               | Logo | Název            | Název krátký | Bitová rychlost | Mód zvuku | Kodek     | Ochrana | ID | SID  |
| --------------------- | ---- | ---------------- | ------------ | --------------- | --------- | --------- | ------- | -- | ---- |
| ČRo Karlovy Vary      |      | CRo-KARLOVY VARY | R-KVARY      | 88 kbit/s       | Stereo    | HE-AAC v1 | EEP 1-A | 2  | 2E0B |
| ČRo Sever             |      | CRo-SEVER        | R-SEVER      | 88 kbit/s       | Stereo    | HE-AAC v1 | EEP 1-A | 3  | 2709 |
| DAB Plus Top 40       |      | DAB plus TOP40   | TOP40        | 88 kbit/s       | Stereo    | AAC-LC    | EEP 2-A | 1  | 2FB5 |
| Fajn Radio            |      | FAJN DAB         | FAJN DAB     | 64 kbit/s       | Stereo    | HE-AAC v1 | EEP 2-A | 4  | 2FD5 |
| Hitrádio City 93,7 FM |      | HITRADIO CITY    | HIT CITY     | 64 kbit/s       | Stereo    | HE-AAC v1 | EEP 2-A | 5  | 2F32 |
| Radio Helax           |      | HELAX            | HELAX        | 64 kbit/s       | Stereo    | HE-AAC v1 | EEP 2-A | 6  | 2FD9 |
| Radio Proglas         |      | Radio PROGLAS    | PROGLAS      | 96 kbit/s       | Stereo    | AAC-LC    | EEP 2-A | 8  | 2AA1 |
| Radio Prostor         |      | Radio PROSTOR    | PROSTOR      | 64 kbit/s       | Stereo    | HE-AAC v1 | EEP 2-A | 9  | 210E |
| Rádio 7               |      | Radio 7          | Radio 7      | 96 kbit/s       | Stereo    | AAC-LC    | EEP 2-A | 7  | 2FB9 |

RTI cz STC + JC + HK+PAR + VYS + JM + SM:
| Stanice               | Logo | Název          | Název krátký | Bitová rychlost | Mód zvuku | Kodek     | Ochrana | ID | SID  |
| --------------------- | ---- | -------------- | ------------ | --------------- | --------- | --------- | ------- | -- | ---- |
| DAB Plus Top 40       |      | DAB plus TOP40 | TOP40        | 88 kbit/s       | Stereo    | AAC-LC    | EEP 1-A | 1  | 2FB5 |
| Fajn Radio            |      | FAJN DAB       | FAJN DAB     | 64 kbit/s       | Stereo    | HE-AAC v1 | EEP 2-A | 2  | 2FD5 |
| Hitrádio City 93,7 FM |      | HITRADIO CITY  | HIT CITY     | 64 kbit/s       | Stereo    | HE-AAC v1 | EEP 2-A | 4  | 2F32 |
| Radio Helax           |      | HELAX          | HELAX        | 64 kbit/s       | Stereo    | HE-AAC v1 | EEP 2-A | 6  | 2FD9 |
| Radio Proglas         |      | Radio PROGLAS  | PROGLAS      | 96 kbit/s       | Stereo    | AAC-LC    | EEP 1-A | 5  | 2AA1 |
| Radio Prostor         |      | Radio PROSTOR  | PROSTOR      | 64 kbit/s       | Stereo    | HE-AAC v1 | EEP 2-A | 7  | 210E |
| Rádio 7               |      | Radio 7        | Radio 7      | 96 kbit/s       | Stereo    | AAC-LC    | EEP 1-A | 3  | 2FB9 |

### Multiplex PLAY.CZ DAB+
Vysílací síť byla spuštěna v pilotním provozu 3. března 2025 během dopoledních hodin. V průběhu roku 2026 se očekává spuštění dalších až 6 vysílačů v závislosti dle zájmu provozovatelů rozhlasových stanic.
| Stanice       | Logo | Název         | Název krátký | Bitová rychlost | Mód zvuku | Kodek     | Ochrana | ID | SID  |
| ------------- | ---- | ------------- | ------------ | --------------- | --------- | --------- | ------- | -- | ---- |
| Classic Praha |      | Classic Praha | Classic      | 64 kbit/s       | Stereo    | HE-AAC v2 | EEP 2-A | 2  | 244A |
| Expres FM     |      | Expres FM     | ExpresFM     | 64 kbit/s       | Stereo    | HE-AAC v2 | EEP 2-A | 1  | 203B |
| Rádio Relax   |      | Radio Relax   | Relax        | 64 kbit/s       | Stereo    | HE-AAC v2 | EEP 2-A | 3  | 2434 |

### Multiplex ČRa DAB+ REGION
| Stanice               | Logo | Název          | Název krátký | Bitová rychlost | Mód zvuku | Kodek     | Ochrana | ID | SID  |
| --------------------- | ---- | -------------- | ------------ | --------------- | --------- | --------- | ------- | -- | ---- |
| Dance Rádio           |      | DANCE RADIO    | DANCE        | 40 kbit/s       | Mono      | HE-AAC v1 | EEP 2-A | 7  | 2401 |
| Hitrádio City 93,7 FM |      | HITRADIO CITY  | HITRADIO     | 56 kbit/s       | Stereo    | HE-AAC v2 | EEP 2-A | 10 | 2F32 |
| Pigy rádio            |      | PIGY RADIO     | PIGY         | 40 kbit/s       | Mono      | HE-AAC v1 | EEP 2-A | 8  | 2FB7 |
| Radio Dechovka        |      | Radio Dechovka | Dechovka     | 64 kbit/s       | Stereo    | HE-AAC v2 | EEP 2-A | 4  | 24B2 |

### Multiplex COLOR DAB+
| Stanice           | logo | Název            | Název krátký | Bitová rychlost | Mód zvuku | Kodek     | Ochrana | ID | SID  |
| ----------------- | ---- | ---------------- | ------------ | --------------- | --------- | --------- | ------- | -- | ---- |
| Americana Radio   |      | Americana Radio  | American     | 64 kbit/s       | Stereo    | HE-AAC v2 | EEP 2-B | 12 | 2FBB |
| Classic Praha     |      | Classic Praha    | Classic      | 128 kbit/s      | Stereo    | AAC-LC    | EEP 2-B | 16 | 244A |
| Color Music Radio |      | COLOR MusicRadio | COLOR        | 96 kbit/s       | Stereo    | HE-AAC v1 | EEP 3-A | 1  | 2442 |
| DAB Test HQ       |      | DAB Test HQ      | TestHQ       | 128 kbit/s      | Stereo    | HE-AAC v1 | EEP 3-A | 25 | 2F75 |
| DAB Test LQ       |      | DAB Test LQ      | TestLQ       | 64 kbit/s       | Stereo    | HE-AAC v2 | EEP 3-A | 22 | 2F77 |
| Expres FM         |      | Expres FM        | ExpresFM     | 96 kbit/s       | Stereo    | HE-AAC v1 | EEP 3-A | 4  | 203B |
| Hey Radio         |      | HEY Radio        | HEYRadio     | 96 kbit/s       | Stereo    | HE-AAC v1 | EEP 3-A | 2  | 24F8 |
| Rádio Sázava      |      | 'Rádio SÁZAVA    | SÁZAVA       | 72 kbit/s       | Stereo    | HE-AAC v2 | EEP 3-A | 13 | 2FBA |
| Musiconly         |      | MUSICONLY        | MUSICONL     | 96 kbit/s       | Stereo    | HE-AAC v1 | EEP 3-A | 7  | 2F77 |
| ZUN rádio         |      | ZUN radio        | ZUN          | 72 kbit/s       | Stereo    | HE-AAC v1 | EEP 2-A | 20 | 2F76 |

### Multiplex TELEKO DAB
Multiplex je svým programovým obsahem rozdělen do dvou regionů DAB1 a DAB2.
TELEKO DAB1:
| Stanice         | Logo | Název          | Název krátký | Bitová rychlost | Mód zvuku | Kodek     | Ochrana | ID | SID  |
| --------------- | ---- | -------------- | ------------ | --------------- | --------- | --------- | ------- | -- | ---- |
| DAB Plus Top 40 |      | DAB plus TOP40 | TOP40        | 96 kbit/s       | Stereo    | AAC-LC    | EEP 1-A | 13 | 2FB5 |
| Radio Proglas   |      | Radio PROGLAS  | PROGLAS      | 96 kbit/s       | Stereo    | HE-AAC v1 | EEP 1-A | 4  | 2AA1 |
| ZUN rádio       |      | ZUN radio      | ZUN          | 96 kbit/s       | Stereo    | HE-AAC v1 | EEP 1-A | 0  | 2F76 |
| Rádio 7         |      | Radio 7        | Radio 7      | 96 kbit/s       | Stereo    | HE-AAC v1 | EEP 1-A | 5  | 2FB9 |

TELEKO DAB2:
| Stanice            | Logo | Název          | Název krátký | Bitová rychlost | Mód zvuku | Kodek     | Ochrana | ID | SID  |
| ------------------ | ---- | -------------- | ------------ | --------------- | --------- | --------- | ------- | -- | ---- |
| DAB Plus Top 40    |      | DAB plus TOP40 | TOP40        | 96 kbit/s       | Stereo    | AAC-LC    | EEP 1-A | 13 | 2FB5 |
| ČRo Hradec Králové |      | CRo-H.KRALOVE  | R-HK         | 96 kbit/s       | Stereo    | AAC-LC    | EEP 1-A | 1  | 280A |
| Radio Proglas      |      | Radio PROGLAS  | PROGLAS      | 96 kbit/s       | Stereo    | HE-AAC v1 | EEP 1-A | 4  | 2AA1 |
| Rádio 7            |      | Radio 7        | Radio 7      | 96 kbit/s       | Stereo    | HE-AAC v1 | EEP 1-A | 5  | 2FB9 |

### Multiplex FIERA
V září 2024 začal vysílat v Praze (kmitočtový blok 5C) nový multiplex společnosti Fiera touch s.r.o. V říjnu 2024 byl spuštěn nový vysílač pro východní Čechy (kmitočtový blok 7D). V prosinci 2024 byl spuštěn nový vysílač pro Vysočinu (kmitočtový blok 6B). K 1. únoru 2025 byl spuštěn nový vysílač pro Jižní Čechy (kmitočtový blok 9A).
Kmitočtový blok 5C:
| Stanice      | logo | Název        | Název krátký | Bitová rychlost | Mód zvuku | Kodek     | Ochrana | ID | SID  |
| ------------ | ---- | ------------ | ------------ | --------------- | --------- | --------- | ------- | -- | ---- |
| Energic      |      | ENERGIC      | ENERGIC      | 96 kbit/s       | Stereo    | HE-AAC v1 | EEP 1-A | 1  | 2FD0 |
| ZUN rádio    |      | ZUN radio    | ZUN          | 72 kbit/s       | Stereo    | HE-AAC v1 | EEP 1-A | 2  | 2F76 |
| Seejay rádio |      | SeeJay radio | SeeJay       | 96 kbit/s       | Stereo    | AAC-LC    | EEP 1-A | 3  | 2FB0 |
| WorldRadio   |      | WorldRadio   | WorldRad     | 96 kbit/s       | Stereo    | AAC-LC    | EEP 1-A | 4  | 2FBC |

Kmitočtový blok 6B:
| Stanice           | logo | Název            | Název krátký | Bitová rychlost | Mód zvuku | Kodek     | Ochrana | ID | SID  |
| ----------------- | ---- | ---------------- | ------------ | --------------- | --------- | --------- | ------- | -- | ---- |
| Color Music Radio |      | COLOR MusicRadio | COLOR        | 96 kbit/s       | Stereo    | HE-AAC v1 | EEP 1-A | 2  | 2442 |
| Energic           |      | ENERGIC          | ENERGIC      | 96 kbit/s       | Stereo    | HE-AAC v1 | EEP 1-A | 1  | 2FD0 |
| Hey Radio         |      | HEY Radio        | HEYRadio     | 96 kbit/s       | Stereo    | HE-AAC v1 | EEP 1-A | 3  | 24F8 |
| Radio Dechovka    |      | Radio Dechovka   | Dechovka     | 96 kbit/s       | Stereo    | HE-AAC v1 | EEP 3-A | 4  | 24B2 |
| Rádio Sázava      |      | Rádio SÁZAVA     | SÁZAVA       | 72 kbit/s       | Stereo    | HE-AAC v2 | EEP 3-A | 5  | 2FBA |
| ZUN rádio         |      | ZUN radio        | ZUN          | 96 kbit/s       | Stereo    | HE-AAC v1 | EEP 3-A | 14 | 2F76 |
| Seejay rádio      |      | SeeJay radio     | SeeJay       | 96 kbit/s       | Stereo    | HE-AAC v1 | EEP 2-A | 6  | 2FB0 |
| WorldRadio        |      | WorldRadio       | WorldRad     | 96 kbit/s       | Stereo    | HE-AAC v1 | EEP 3-A | 7  | 2FBC |

Kmitočtový blok 7D:
| Stanice           | logo | Název            | Název krátký | Bitová rychlost | Mód zvuku | Kodek     | Ochrana | ID | SID  |
| ----------------- | ---- | ---------------- | ------------ | --------------- | --------- | --------- | ------- | -- | ---- |
| Color Music Radio |      | COLOR MusicRadio | COLOR        | 96 kbit/s       | Stereo    | HE-AAC v1 | EEP 1-A | 2  | 2442 |
| Energic           |      | ENERGIC          | ENERGIC      | 96 kbit/s       | Stereo    | HE-AAC v1 | EEP 1-A | 1  | 2FD0 |
| Hey Radio         |      | HEY Radio        | HEYRadio     | 96 kbit/s       | Stereo    | HE-AAC v1 | EEP 1-A | 3  | 24F8 |
| Rádio Sázava      |      | Rádio SÁZAVA     | SÁZAVA       | 72 kbit/s       | Stereo    | HE-AAC v2 | EEP 3-A | 4  | 2FBA |
| ZUN rádio         |      | ZUN radio        | ZUN          | 72 kbit/s       | Stereo    | HE-AAC v1 | EEP 1-A | 5  | 2F76 |
| Seejay rádio      |      | SeeJay radio     | SeeJay       | 96 kbit/s       | Stereo    | AAC-LC    | EEP 1-A | 6  | 2FB0 |
| WorldRadio        |      | WorldRadio       | WorldRad     | 96 kbit/s       | Stereo    | AAC-LC    | EEP 2-A | 7  | 2FBC |

Kmitočtový blok 9A:
| Stanice           | logo | Název            | Název krátký | Bitová rychlost | Mód zvuku | Kodek     | Ochrana | ID | SID  |
| ----------------- | ---- | ---------------- | ------------ | --------------- | --------- | --------- | ------- | -- | ---- |
| Color Music Radio |      | COLOR MusicRadio | COLOR        | 96 kbit/s       | Stereo    | HE-AAC v1 | EEP 1-A | 2  | 2442 |
| Energic           |      | ENERGIC          | ENERGIC      | 96 kbit/s       | Stereo    | HE-AAC v1 | EEP 1-A | 1  | 2FD0 |
| Hey Radio         |      | HEY Radio        | HEYRadio     | 96 kbit/s       | Stereo    | HE-AAC v1 | EEP 1-A | 3  | 24F8 |
| Rádio Sázava      |      | Rádio SÁZAVA     | SÁZAVA       | 72 kbit/s       | Stereo    | HE-AAC v2 | EEP 3-A | 4  | 2FBA |
| ZUN rádio         |      | ZUN radio        | ZUN          | 72 kbit/s       | Stereo    | HE-AAC v1 | EEP 1-A | 5  | 2F76 |
| Seejay rádio      |      | SeeJay radio     | SeeJay       | 96 kbit/s       | Stereo    | AAC-LC    | EEP 1-A | 6  | 2FB0 |
| WorldRadio        |      | WorldRadio       | WorldRad     | 96 kbit/s       | Stereo    | AAC-LC    | EEP 2-A | 7  | 2FBC |

### Multiplex DAB+ BS
Vysílací síť byla oficiálně spuštěna 17. února 2025 během ranních hodin.
| Stanice        | Logo | Název    | Název krátký | Bitová rychlost | Mód zvuku | Kodek     | Ochrana | ID | SID  |
| -------------- | ---- | -------- | ------------ | --------------- | --------- | --------- | ------- | -- | ---- |
| Rádio Čas      |      | >>CAS<<  | >>CAS<<      | 96 kbit/s       | Stereo    | HE-AAC v1 | EEP 2-A | 1  | 2996 |
| Rádio Čas Rock |      | CAS ROCK | CAS ROCK     | 96 kbit/s       | Stereo    | HE-AAC v1 | EEP 2-A | 2  | 299E |

### Multiplex DAB+ GG
Vysílací síť byla oficiálně spuštěna 24. února 2025 během ranních hodin.
| Stanice        | Logo | Název    | Název krátký | Bitová rychlost | Mód zvuku | Kodek     | Ochrana | ID | SID  |
| -------------- | ---- | -------- | ------------ | --------------- | --------- | --------- | ------- | -- | ---- |
| Rádio Čas      |      | >>CAS<<  | >>CAS<<      | 96 kbit/s       | Stereo    | HE-AAC v1 | EEP 1-A | 1  | 2996 |
| Rádio Čas Rock |      | CAS ROCK | CAS ROCK     | 96 kbit/s       | Stereo    | HE-AAC v1 | EEP 1-A | 2  | 299E |

## Kanály DAB a DAB+
III. pásmo (Evropa)
| Frekvence   | Kanál | Frekvence   | Kanál | Frekvence   | Kanál |
| ----------- | ----- | ----------- | ----- | ----------- | ----- |
| 174,928 MHz | 5A    | 199,360 MHz | 8C    | 220,352 MHz | 11C   |
| 176,640 MHz | 5B    | 201,072 MHz | 8D    | 222,064 MHz | 11D   |
| 178,352 MHz | 5C    | 202,928 MHz | 9A    | 223,936 MHz | 12A   |
| 180,064 MHz | 5D    | 204,640 MHz | 9B    | 224,096 MHz | 12N   |
| 181,936 MHz | 6A    | 206,352 MHz | 9C    | 225,648 MHz | 12B   |
| 183,648 MHz | 6B    | 208,064 MHz | 9D    | 227,360 MHz | 12C   |
| 185,360 MHz | 6C    | 209,936 MHz | 10A   | 229,072 MHz | 12D   |
| 187,072 MHz | 6D    | 210,096 MHz | 10N   | 230,784 MHz | 13A   |
| 188,928 MHz | 7A    | 211,648 MHz | 10B   | 232,496 MHz | 13B   |
| 190,640 MHz | 7B    | 213,360 MHz | 10C   | 234,208 MHz | 13C   |
| 192,352 MHz | 7C    | 215,072 MHz | 10D   | 235,776 MHz | 13D   |
| 194,064 MHz | 7D    | 216,928 MHz | 11A   | 237,488 MHz | 13E   |
| 195,936 MHz | 8A    | 217,088 MHz | 11N   | 239,200 MHz | 13F   |
| 197,648 MHz | 8B    | 218,640 MHz | 11B   |             |       |

L pásmo (Evropa)
| Frekvence    | Kanál | Frekvence    | Kanál | Frekvence    | Kanál |
| ------------ | ----- | ------------ | ----- | ------------ | ----- |
| 1452,960 MHz | LA    | 1466,656 MHz | LI    | 1480,352 MHz | LQ    |
| 1454,672 MHz | LB    | 1468,368 MHz | LJ    | 1482,064 MHz | LR    |
| 1456,384 MHz | LC    | 1470,080 MHz | LK    | 1483,776 MHz | LS    |
| 1458,096 MHz | LD    | 1471,792 MHz | LL    | 1485,448 MHz | LT    |
| 1459,808 MHz | LE    | 1473,504 MHz | LM    | 1487,200 MHz | LU    |
| 1461,520 MHz | LF    | 1475,216 MHz | LN    | 1488,912 MHz | LV    |
| 1463,232 MHz | LG    | 1476,928 MHz | LO    | 1490,624 MHz | LW    |
| 1464,944 MHz | LH    | 1478,640 MHz | LP    |              |       |